# Welpe (Reichshof)
Welpe ist ein Ort von 106 Ortschaften der Gemeinde Reichshof im Oberbergischen Kreis im nordrhein-westfälischen Regierungsbezirk Köln in Deutschland.

## Lage und Beschreibung
Welpe liegt nordöstlich der Wiehltalsperre, die nächstgelegenen Zentren sind Gummersbach (15 km nordwestlich), Köln (64 km westlich) und Siegen (39 km südöstlich).

## Geschichte

### Erstnennung
1382 (?) wurde der Ort das erste Mal urkundlich erwähnt: „Im bergischen Lehnsbuch ist das Haus Welpe im Amt Windeck genannt.“
Die Schreibweise der Erstnennung war Welpe.
| Bevölkerungsentwicklung | Bevölkerungsentwicklung |
| Jahr                    | Einwohner               |
| ----------------------- | ----------------------- |
| 1991                    | 95                      |
| 2005                    | 107                     |
| 2008                    | 103                     |
| 2017                    | 91                      |
| 2018                    | 100                     |
| 2019                    | 94                      |